# 동장현
동장현(베트남어: Huyện Đông Giang / 縣東江)은 베트남 남중부 지방 꽝남성의 현이다.

## 행정 구역
동장현은 1시진, 10사를 관할하고 있다.

### 시진
- 프라오 시진 (Thị trấn Prao)

### 사
- 아로오이사 (Xã A Rooi)
- 아띵사 (Xã A Ting, 阿丁社)
- 바사 (Xã Ba, 巴社)
- 저응어이사 (Xã Jơ Ngây, 節埃社)
- 까당사 (Xã Ka Dăng, 嘎讓社)
- 마꼬오이사 (Xã Mà Cooih)
- 송꼰사 (Xã Sông Kôn, 瀧崐社)
- 따루사 (Xã Tà Lu, 達魯社)
- 뜨사 (Xã Tư, 思社)
- 자훙사 (Xã Za Hung, 紥鴻社)